# Vienna (Virginia)
Vienna ist eine Stadt in Fairfax County, im US-Bundesstaat Virginia, 15 Kilometer westlich von Washington, D.C. Das U.S. Census Bureau hat bei der Volkszählung 2020 eine Einwohnerzahl von 16.473 ermittelt. Nach dem Money magazine, einer amerikanischen Finanzzeitschrift, stand die Stadt 2005 auf dem Platz 4 amerikanischer Städte mit der besten Lebensqualität.

## Geschichte
Möglicherweise war der erste europäischstämmige Einwohner im heutigen Stadtgebiet der Siedler Colonel Charles Broadwater, ein bekannter Soldat der britischen Kolonialstreitkräfte und Großgrundbesitzer, der hier sein Haus erbaute.
Die Stadt hieß ursprünglich Ayr Hill und wurde erst in den späten 1850er Jahren in Vienna umbenannt.
Die Stadt wurde im Jahre 1858 an das Eisenbahnnetz angeschlossen. Dies gab der Stadt einen entscheidenden Impuls für ihr weiteres Wachstum. Während des Sezessionskrieges von 1861 bis 1865 geriet die Stadt mehrfach zwischen die Fronten. Das erste Auto fuhr im Jahre 1904 durch die Straßen der Stadt. Damals betrug die zulässige Höchstgeschwindigkeit 12 mph, umgerechnet etwa 19,3 km/h. Im Jahre 1940 lag die Einwohnerzahl immer noch bei nur 1237 Einwohnern. Nach dem Zweiten Weltkrieg wuchs die Stadt etwas schneller. Im Jahre 1962 wurde der Dulles International Airport eröffnet.

## Geografie

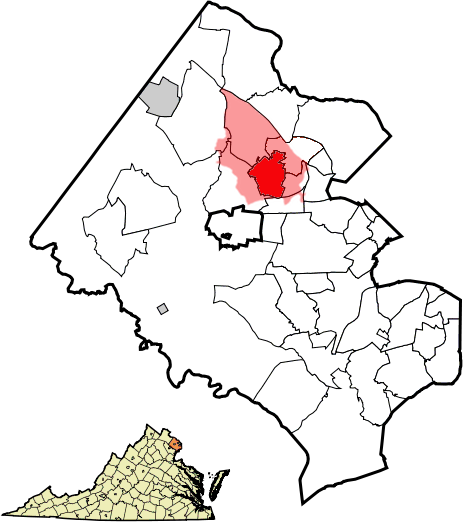
Vergleich des Stadtfläche mit dem postalischen Gebiet „Vienna“

Vienna liegt auf einer geografischen Breite von 38°, 53 Minuten und 57 Sekunden Nord und 77°, 15 Minuten, 38 Sekunden West.
Nach dem Büro für Volkszählung (United States Census Bureau) hat die Stadt eine Gesamtfläche von 11,5 km².

## Bevölkerung
Nach der Volkszählung von 2000 lebten 14.453 Menschen, 5.331 Haushalte und 3.982 Familien in der Stadt. Die Bevölkerungsdichte betrug 1.256,8 Menschen pro km². Die Verteilung der Bevölkerung auf unterschiedliche Ethnien ergibt sich aus folgender Aufstellung: 81,10 Prozent der Bevölkerung sind weißer Hautfarbe. 3,44 Prozent sind Afroamerikaner, 0,19 Prozent sind indianischer Herkunft, 9,47 Prozent Asiaten, 2,71 gehören anderen Ethnien an. 3,09 Prozent gehören zwei oder mehr Ethnien an. 7,39 Prozent gehören der ethnischen Minderheit der Hispanics an oder sind Latinos.
64,2 Prozent der Familien sind verheiratete Paare. In 7,4 Prozent der Haushalte leben alleinstehende Frauen. Die durchschnittliche Haushaltsgröße betrug 2,71 Personen und die durchschnittliche Größe besteht aus 3,08 Personen.
23,6 Prozent der Bevölkerung sind unter 18 Jahren, 5,0 Prozent zwischen 18 und 24 Jahren, 30,5 Prozent zwischen 25 und 44 Jahren, 27,2 Prozent zwischen 45 und 64 Jahren. 13,6 Prozent waren 65 Jahre oder älter. Es gibt einen leichten Frauenüberschuss: Auf 100 weibliche Personen kommen 99,4 männliche Personen.
Das Durchschnittseinkommen eines städtischen Haushalts lag bei 85.519 US-Dollar, das durchschnittliche Einkommen einer Familie betrug 93.043 US-Dollar. Männer hatten ein Durchschnittseinkommen von 62.733 US-Dollar im Vergleich zu 39.563 US-Dollar für Frauen. Das Pro-Kopf-Einkommen in der Stadt betrug 37.753 US-Dollar. Ungefähr 1,3 Prozent der Familien und 2,5 Prozent der Bevölkerung liegen unterhalb der Armutsgrenze.

## Bildungswesen
Das Bildungswesen von Fairfax County wurde wiederholt als eines der besten öffentlichen Schulsysteme des Landes aufgelistet. Vienna hat eine High School, eine „Sekundarschule“, und sechs Grundschulen. Die James Madison High School ist Viennas ganzer Stolz, insbesondere im Hinblick auf den Schulsport. Das Musikprogramm an der James Madison High School ist herausragend mit einer preisgekrönten Marschmusikkapelle, zwei symphonischen Gruppen, einer Jazz Band, einem Orchester und einem Chor. Die „Thoreau Middle School“ ist die einzige „middle school“ (Sekundarschule) in Vienna, aber nicht die einzige in der Region.